# توپ طلای ۱۹۶۶
توپ طلای ۱۹۶۶ (فرانسوی: 1966 Ballon d'Or‎) ۱۱مین رویداد سالیانهٔ توپ طلا بود که از سوی مجلهٔ فرانس فوتبال به بهترین بازیکن فوتبال در سال ۱۹۶۶ اعطا گردید که در این سال، بابی چارلتون برندهٔ توپ طلا شد.

## رتبه‌بندی
| ردیف | نام              | باشگاه                                    | ملیت               | امتیاز |
| ---- | ---------------- | ----------------------------------------- | ------------------ | ------ |
| ۱    | بابی چارلتون     | باشگاه فوتبال منچستر یونایتد              | انگلستان           | ۸۱     |
| ۲    | اوزه‌بیو          | باشگاه فوتبال بنفیکا                      | پرتغال             | ۸۰     |
| ۳    | فرانتس بکن‌باوئر  | باشگاه فوتبال بایرن مونیخ                 | آلمان غربی         | ۵۹     |
| ۴    | بابی مور         | باشگاه فوتبال وستهام یونایتد              | انگلستان           | ۳۱     |
| ۵    | فلوریان آلبرت    | باشگاه فوتبال فرنتس‌واروش                  | مجارستان           | ۲۳     |
| ۶    | فرنک بنه         | باشگاه فوتبال اویپشت                      | مجارستان           | ۸      |
| ۷    | لو یاشین         | باشگاه فوتبال دینامو مسکو                 | اتحاد جماهیر شوروی | ۶      |
| ۸    | آلن جیمز بال     | باشگاه فوتبال بلکپول باشگاه فوتبال اورتون | انگلستان           | ۶      |
| 9    | János Farkas     | باشگاه ورزشی واشاش                        | مجارستان           | ۶      |
| 10   | José Torres      | باشگاه فوتبال بنفیکا                      | پرتغال             | ۵      |
| ۱۱   | ماریو کورسو      | باشگاه فوتبال اینتر میلان                 | ایتالیا            | ۴      |
|      | والری ورونین     | باشگاه فوتبال تورپدو مسکو                 | اتحاد جماهیر شوروی | ۴      |
| ۱۳   | ماریو کولونا     | باشگاه فوتبال بنفیکا                      | پرتغال             | ۳      |
| ۱۴   | گئورگی آسپاروخوف | باشگاه فوتبال لفسکی صوفیه                 | بلغارستان          | ۲      |
|      | جف هرست          | باشگاه فوتبال وستهام یونایتد              | انگلستان           | ۲      |
|      | ساندرو مازولا    | باشگاه فوتبال اینتر میلان                 | ایتالیا            | ۲      |
|      | گوردون بنکس      | باشگاه فوتبال لستر سیتی                   | انگلستان           | ۲      |
| ۱۸   | تونی دان         | باشگاه فوتبال منچستر یونایتد              | جمهوری ایرلند      | ۱      |
|      | ویلی شولتس       | باشگاه فوتبال هامبورگ                     | آلمان غربی         | ۱      |
|      | دنیس لا          | باشگاه فوتبال منچستر یونایتد              | اسکاتلند           | ۱      |
|      | پل فن هیمست      | آندرلشت                                   | بلژیک              | ۱      |
|      | ایگور چیلنسکو    | باشگاه فوتبال دینامو مسکو                 | اتحاد جماهیر شوروی | ۱      |
|      | هلموت هالر       | باشگاه فوتبال بولونیا                     | آلمان غربی         | ۱      |